# Gbangbale
Gbangbale est une petite ville du Togo située dans la Préfecture de Bassar, dans la région de la Kara

## Géographie
Gbangbale est situé à environ 62 km de Kara,

## Vie économique
- Marché paysan tous les samedis
- Atelier poterie

## Lieux publics
- École primaire